# A Family Business
A Family Business är ett studioalbum med artisterna och familjemedlemmarna Brandy, Ray J, Sonja och Willie Norwood. Skivan innehåller även låtar med Brandys dotter, Sy'rai och hennes halvsyster Rain Smith samt familjevännen Tasha Scott. Albumet gavs ut som ett soundtrackalbum till den amerikanska reality-serien Brandy and Ray J: A Family Business den 19 juni 2011. Innehållet består av flera olika musikgenrer, bland annat R&B, Gospel och Samtida kristen musik.
A Family Business hade aldrig någon stor kommersiell release utan gavs ut via en specialgjord internetsida. Då både Brandy och Ray J vid utgivningen börjat arbeta på sina soloalbum Two Eleven (2012) och Raydiation II (Outgivet) lämnades ingen tid över för att marknadsföra skivan. Albumet tog sig därför aldrig in på några av Billboards listor. Ingen av albumets tre singlar tog sig in på någon singellista. Den kritiska reaktionen mot arbetet var blandad. Kritiker menade att skivan var en välkommen påminnelse om Brandys sångröst medan resten av låtarna fick avsevärt sämre mottagande. 

## Innehållsförteckning
| Nr  | Titel                                           | Kompositör                                                                                                  | Artist(er)                                      | Längd |
| --- | ----------------------------------------------- | --- | ----------------------------------------------- | ----- |
| 1.  | A Family Business (aka "Family Business Theme") | Brandy Norwood, Willie Norwood, Jr., A. Aiken, C. Ross, Willie Norwood, Sr.                                 | Brandy, Ray J, Willie Norwood Sr, Sonja Norwood | 4:41  |
| 2.  | Turnin’ Me On                                   | Aaron Fresh, Jordan Omley, Michael Mani                                                                     | Ray J                                           | 3:17  |
| 3.  | Talk to Me                                      | | Brandy, Ray J, Willie Norwood Sr.               | 4:52  |
| 4.  | My Family                                       | Robert Smith                                                                                                | Sy’rai & Rain Smith                             | 3:22  |
| 5.  | Lifeguard                                       | Jordan Omley, Michael Mani, Ravaughn Brown, Antonio Rayo                                                    | Brandy                                          | 4:01  |
| 6.  | Ready to Roll (featuring Shorty Mack & TKO)     | Willie Norwood, Jr., Derrelle Owens, S. Singh, Stefvon Kowlessar                                            | Ray J                                           | 4:16  |
| 7.  | Sonja, Sonia, Sonya                             | C. Johnson, Willie Norwood, Sr.                                                                             | Willie Norwood, Sr.                             | 2:59  |
| 8.  | Gone                                            | Tasha Scott, Anthony Saunders, Darion Harris, Lamar Tribble, Samuel ss Simpson Candace Moore, Robert Normon | Tasha Scott                                     | 4:23  |
| 9.  | I Don’t Care                                    | Clinton Sparks, Brandy Norwood, C. Gibson, Grigancine, Stacy Barthe                                         | Brandy                                          | 3:21  |
| 10. | Home Grown                                      | M. Green, Willie Norwood, Sr.                                                                               | Willie Norwood, Sr                              | 4:37  |
| 11. | Epilogue                                        | Vini Reilly                                                                                                 | Sonja Norwood                                   | 1:01  |

## Utgivningshistorik
| Region         | Format                  | Datum        | Label                             |
| -------------- | ----------------------- | ------------ | --------------------------------- |
| Frankrike,     | CD, Digital nedladdning | 10 juni 2011 | Rhino                             |
| Storbritannien | CD, Digital nedladdning | 10 juni 2011 | Rhino                             |
| USA            | CD, Digital nedladdning | 26 juli 2011 | Saguaro Road, Time–Life, Knockout |
| Tyskland       | CD, Digital nedladdning | 26 juli 2011 | Saguaro Road, Time–Life, Knockout |